# كرسول صقيعي
كرسول صقيعي (الاسم العلمي:Crassula pruinosa) هو نوع نباتي يتبع جنس الكرسول من فصيلة الكرسولية.